# فلکسوود
فلکسوود (انگلیسی: Flaxwood) شرکت تجهیزات موسیقی فنلاندی است، که در سال ۲۰۰۵ تأسیس شد.